# K Boom FC
Koninklijke Boom Football Club – belgijski klub piłkarski z siedzibą w mieście Boom, działający w latach 1913–1998, grający niegdyś w pierwszej lidze belgijskiej,

## Historia
Klub został założony w 1913 roku jako Boom Football Club. W 1938 roku do nazwy klubu dodano słowo Koninklijke, toteż nazwa klubu zmieniła się na Koninklijke Boom Football Club. W 1938 roku klub wywalczył historyczny awans do pierwszej ligi belgijskiej. W 1943 roku spadł do drugiej ligi. W 1945 roku powrócił do pierwszej ligi i grał w niej przez cztery sezony z rzędu. W pierwszej lidze grał również w sezonach 1977/1978 i 1992/1993. W 1998 roku klub połączył się z SK Rupel i utworzony został nowy klub K Rupel Boom FC.

## Historia występów w pierwszej lidze
| Sezon     | Pozycja      | M  | Pkt. | Z  | R  | P  | GZ | GS  |
| --------- | ------------ | -- | ---- | -- | -- | -- | -- | --- |
| 1938/1939 | 7.           | 26 | 24   | 9  | 6  | 11 | 40 | 55  |
| 1941/1942 | 14.          | 26 | 9    | 2  | 5  | 19 | 38 | 122 |
| 1942/1943 | 16. (spadek) | 30 | 17   | 7  | 3  | 20 | 36 | 90  |
| 1945/1946 | 11.          | 36 | 34   | 12 | 10 | 14 | 64 | 71  |
| 1946/1947 | 14.          | 36 | 32   | 13 | 6  | 17 | 53 | 66  |
| 1947/1948 | 8.           | 30 | 29   | 13 | 3  | 14 | 47 | 53  |
| 1948/1949 | 15. (spadek) | 30 | 23   | 7  | 9  | 14 | 40 | 60  |
| 1977/1978 | 18. (spadek) | 34 | 15   | 4  | 7  | 23 | 31 | 88  |
| 1992/1993 | 18. (spadek) | 36 | 19   | 6  | 7  | 21 | 40 | 95  |

## Reprezentanci kraju grający w klubie
Stan na czerwiec 2015
| - Glen De Boeck - Didier Ernst - André Fierens - Pieter Van den Bosch - Daniel Veyt - Ross Aloisi - Nico Jansen | - Szalom Tikwa - Ibrahim Koroma - Mohamed Mansaray - Steve Snow - Stalin Rivas - Károly Gelei - Roger Lukaku |